# Milion
Milion (polski skrót: mln) – liczba o wartości: 1 000 000 = 106 (tysiąc tysięcy), jak również liczebnik główny.
W układzie SI mnożnikowi 106 odpowiada przedrostek jednostki miary mega o symbolu M, np. MHz – megaherc, a jego odwrotności (jedna milionowa) 10−6 odpowiada mikro o symbolu µ, np. µm – mikrometr.

Wizualizacja potęg dziesięciu od 1 do 1 mln